# Longton (Kansas)
Longton – miasto w Stanach Zjednoczonych, w stanie Kansas, położone w hrabstwie Elk.